# Tomasz Malmon

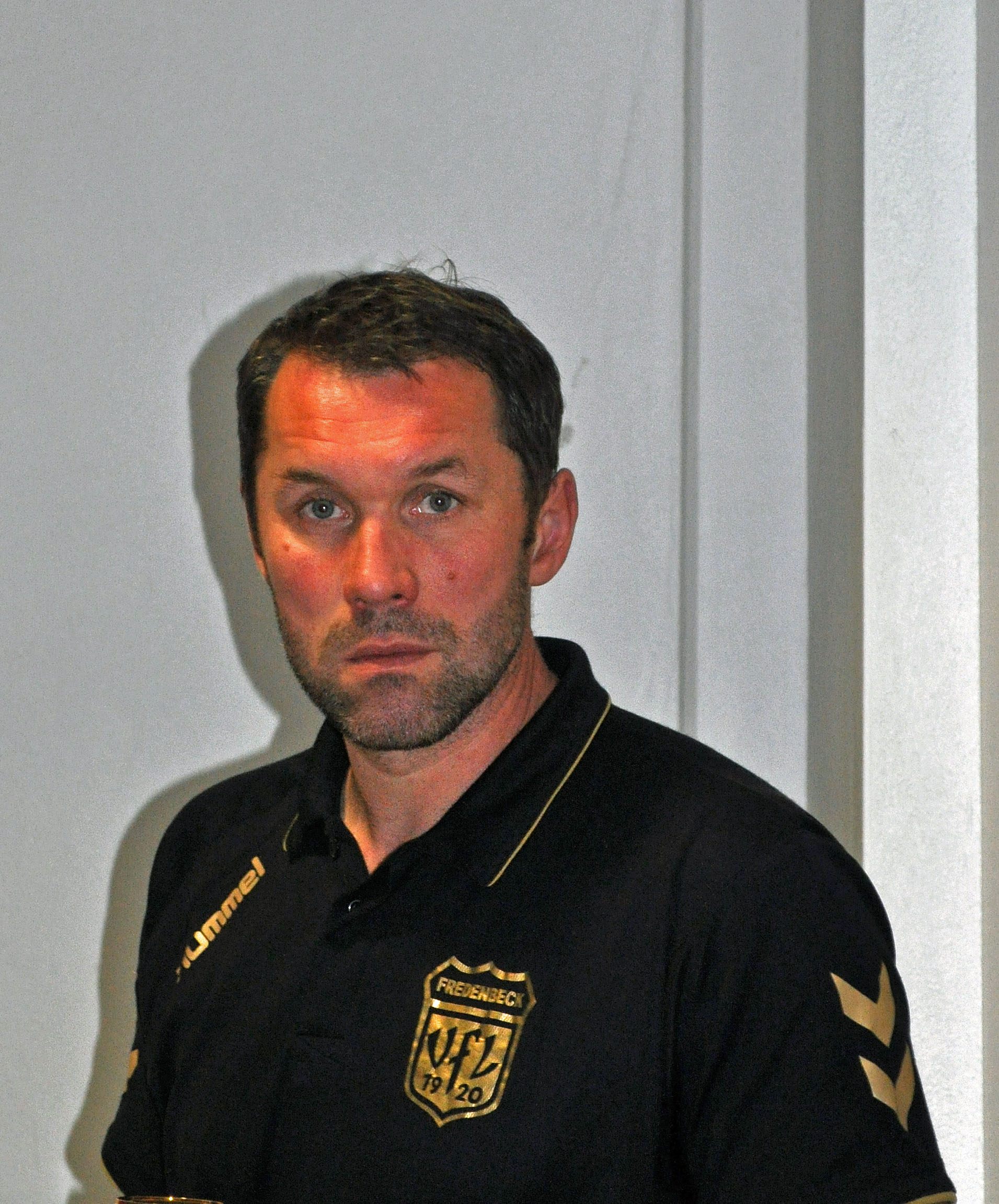
Tomasz Malmon (2011)

Tomasz Malmon (* 14. Februar 1970) ist ein aus Polen stammender Handballtrainer und ehemaliger Handballspieler.
Tomasz Malmon spielte auf der Position rechter Rückraum von 1986 bis 1994 bei KS Vive Kielce, mit dem er zwei Mal polnischer Meister wurde, anschließend bei BM Valladolid, dem TV Jahn Hiesfeld, Oldenburger TB und VfL Fredenbeck. Zu seiner aktiven Zeit wog der 1,94 Meter große Pole 98 Kilogramm. Er stand auch im Aufgebot der polnischen Männer-Handballnationalmannschaft.
Er trainierte von der Saison 2010/2011 bis März 2012 den VfL Fredenbeck in der 3. Liga, bei dem er im März 2010 einen Zweijahresvertrag unterschrieb. Zuvor war er ab 2007 Trainer bei der SG Achim/Baden, mit der er nach dem Zwangsabstieg aus der 2. Liga in die viertklassige Oberliga den sofortigen Wiederaufstieg schaffte, und davor schon einmal Trainer in Fredenbeck. Sein Vertrag in Fredenbeck wurde im März 2012 aufgelöst. Zu Beginn der Saison 2012/2013 in der Oberliga wechselt er zur SG Achim/Baden.
Mit seiner Ehefrau hat er zwei Töchter.